# Список державних та військових скорочень
СПД (суб’єкт підприємницької діяльності) – будь-яка особа, у тому числі фізична особа-підприємець, або юридична особа будь-якої організаційно-правової форми, що належним чином зареєстрована та здійснює підприємницьку діяльність у встановленому законом порядку. Інколи абревіатуру СПД помилково ототожнюють з  фізичною особою – підприємцем (ФОП), який здійснює підприємницьку діяльність без створення юридичної особи. Це пояснюється тією  обставиною, що за Законом України «Про підприємництво» від 26.02.91 р., який втратив силу з 1 січня 2004 р., фізична особа, що  здійснювала підприємницьку діяльність від власного імені та без створення юридичної особи, мала назву суб’єкт підприємницької діяльності – фізична особа (СПД-ФО). З цієї причини у багатьох підприємців склалось помилкове уявлення про те, що суб’єктами  підприємницької діяльності (СПД) можна називати лише фізичних осіб, які здійснюють підприємницьку діяльність.
Однак, насправді, як уже зазначалось вище, суб’єктом підприємницької діяльності (СПД) слід вважати будь-яку особу, яка здійснює підприємницьку діяльність, у тому числі фізичну особу-підприємця, підприємство, господарське товариство тощо.
ФОП (фізична особа – підприємець) – це фізична особа (громадянин України, особа без громадянства, іноземець) з повною цивільною дієздатністю, яка зареєстрована у порядку, встановленому Законом України «Про державну реєстрацію юридичних осіб та фізичних осіб – підприємців», і здійснює підприємницьку діяльність від власного імені, тобто без створення юридичної особи.  Фізичних осіб-підприємців (ФОП) інколи також називають "СПД",  "СПД ФО", "приватними підприємцями", "ПП", "ПП-шниками", "фізиками".  Однак, зважаючи на ту обставину, що у главі 5 чинного Цивільного кодексу, та більшості інших чинних законодавчих актах, які регулюють підприємницьку діяльність фізичних осіб, використовується поняття "фізична особа-підприємець", найбільш коректним скороченим позначенням для даного суб’єкта підприємницької діяльності слід вважати абревіатуру "ФОП".
ПП (приватне підприємство) – це юридична особа, що діє на основі приватної власності одного або кількох громадян, іноземців, осіб без громадянства та його (їх) праці чи з використанням найманої праці (ст. 113 Господарського кодексу України). Приватним також є підприємство, що діє на основі приватної власності суб’єкта господарювання – юридичної особи. Історично склалось так, що переважна більшість приватних підприємств, зареєстрованих в Україні, створювались на основі приватної власності однієї фізичної особи, тобто мають єдиним засновником фізичну особу (громадянина України, іноземця чи особу без громадянства). Це пояснюється тим, що відповідно до Закону "Про підприємства в Україні" від 27.03.1991 р., який втратив силу з 1 січня 2004 р., приватними підприємствами вважались підприємства, засновані на власності фізичної особи.
Наразі є підстави вважати, що визначення приватного підприємства, наведене у Господарському кодексі України, не слід вважати визначенням окремої організаційно-правової форми. Приватне підприємство, на мій погляд, є родовим поняттям, що об’єднує групу підприємств різних організаційних форм, створених на основі приватної власності одного чи кількох громадян або юридичної особи. Однак, на практиці приватні підприємства до цього часу реєструються як окрема організаційно-правова форма і у більшості випадків мають єдиного засновника -- фізичну особу. Для скороченого позначення цього виду підприємств доцільно використовувати абревіатуру ПП. При цьому слід пам’ятати, що інколи це скорочення використовують для позначення фізичних осіб-підприємців, яких інколи неправильно називають "Приватними підприємцями".
ТОВ або ТзОВ (товариство з обмеженою відповідальністю) – господарське товариство, засноване однією або кількома особами, статутний капітал якого поділений на частки, розмір яких визначається статутом. Діяльність товариств з обмеженою відповідальністю в Україні врегульована Цивільним кодексом України та спеціальним законом "Про господарські товариства" від 19.09.1991 р. Слід підкреслити, що товариство з обмеженою відповідальністю є однією з найпоширеніших організаційних форм здійснення підприємницької діяльності в Україні. Інколи для скороченого позначення цієї організаційно-правової форми використовують абревіатуру "ЛТД", що походить від англійського слова "limited" або скорочено "ltd", що означає "обмежений". Також разом зі скороченням "ТОВ" іноді використовують скорочення "ТзОВ".
АТ (акціонерне товариство) – це господарське товариство, статутний капітал якого поділено на визначену кількість акцій однакової номінальної вартості, корпоративні права за якими посвідчуються акціями (п. 1 ст. 3 чинного Закону "Про акціонерні товариства" від 17.09.2008 р.) Акціонерні товариства в залежності від способу розміщення акцій поділяються на публічні акціонерні товариства (ПАТ) та приватні акціонерні товариства (ПрАТ). До  набрання чинності Законом України "Про акціонерні товариства" акціонерні товариства поділялись на відкриті (ВАТ) та закриті (ЗАТ).
ПрАТ (приватне акціонерне товариство) – це акціонерне товариство, яке здійснює лише приватне розміщення акцій серед визначеного кола осіб. До набрання чинності Законом України  «Про акціонерні товариства» аналогом приватного акціонерного товариства було закрите акціонерне товариство (ЗАТ). При цьому слід зазначити, що правове регулювання закритих та приватних акціонерних товариств має певні відмінності. Наприклад, кількість акціонерів ПрАТ не може перевищувати 100 осіб, тоді як максимальна кількість акціонерів ЗАТ не була обмежена законом.
ПАТ (публічне акціонерне товариство) – це акціонерне товариство, яке може здійснювати як приватне так і публічне розміщення акцій. Аналогом публічних акціонерних товариств до набрання чинності Законом України  «Про акціонерні товариства»  від 17.09.2008 р. були відкриті акціонерні товариства (ВАТ).
ПОГ - підприємство об’єднання громадян.
ПТ (повне товариство) – це господарське товариство, всі учасники якого займаються спільною підприємницькою діяльністю і несуть солідарну відповідальність за зобов'язаннями товариства усім своїм майном. Зі зрозумілих причин такий вид господарських товариств є не дуже поширеним. Однак ломбарди чинне законодавство зобов’язує створювати саме у формі повних товариств (ПТ).
ДП (державне підприємство)  – такою абревіатурою скорочено позначається державне унітарне підприємство, яке утворюється компетентним органом державної влади в розпорядчому порядку на базі відокремленої частини державної власності, як правило, без поділу її на частки і входить до сфери його управління. Згідно з законом найменування державного унітарного підприємства повинно містити слова «державне підприємство». Тому у скорочених найменуваннях застосовують позначення ДП. Слід зауважити, що таким скороченням (ДП) також часто позначають дочірні підприємства.
КП (комунальне підприємство)  – так скорочено позначають комунальне унітарне підприємство, яке утворюється компетентним органом місцевого самоврядування в розпорядчому порядку на базі відокремленої частини комунальної власності і входить до сфери його управління. Згідно з законом найменування комунального унітарного підприємства повинно містити слова «комунальне підприємство». У скорочених найменуваннях таких підприємств використовують позначення КП. Слід зауважити, що скороченням КП раніше також позначались колективні підприємства, що створювались за Законом «Про підприємства в Україні» 1991 р., який втратив чинність. За цим законом колективними підприємствами називались підприємства, створені на власності трудових колективів підприємств.
ПІІ або ПзІІ (підприємство з іноземними інвестиціями) – це підприємство, в статутному капіталі якого не менше 10% становить іноземна інвестиція.
ІП (іноземне підприємство) – унітарне або корпоративне підприємство, створене за законодавством України, що діє виключно на основі власності іноземців або іноземних юридичних осіб. 100% статутного капіталу такого підприємства належить іноземному інвестору (інвесторам).